# Sjónvarpið
Sjónvarpið (isländska: televisionen) är televisionen på Island.
Den sänds av Ríkisútvarpið (RÚV). Den har sänt sedan 30 september 1966, med färg sedan 1973 och på heltid sedan 1987. Sedan 1 oktober 1987 sänder den alla dagar i veckan, tidigare var torsdagen TV-fri. Juli månad var TV-fri fram till 1982. Under många år var även utsändningarna begränsade till eftermiddagarna och kvällarna, ofta med slut framåt tidig natt.
Textteve (isländska: textavarp), började sändas 1991. Stöð Eitt är kanal ett.
De mest populära programmen är Spaugstofan och nyheterna, Fréttir. Áramótaskaupið är en humoristisk årssammanfattning har mycket höga tittartal. Barnprogrammet Stundin okkar, ”Vår stund/timme”, är en isländsk institution.